# Pang Hui
Pang Hui (cinese semplificato: 庞会; Pinyin: Páng Huì) (fl. III secolo) è stato un militare cinese, al servizio di Wei durante l'era dei Tre Regni dell'antica Cina.
Era il figlio del generale Pang De, che venne catturato e giustiziato da Guan Yu dopo la sconfitta nella Battaglia di Fancheng. Pang Hui ereditò il coraggio e la ferocia in battaglia di suo padre e venne inoltre promosso a Generale della Guardia Centrale (中衛將軍) e nominato marchese.
Secondo la Documentazione di Shu (蜀記) di Wang Yin (王隱), dopo che il Regno di Shu venne conquistato dal Regno di Wei nel 263, Pang Hui massacrò l'intera famiglia del già defunto Guan Yu per vendicare Pang De.
Nel romanzo storico del XIV secolo Romanzo dei Tre Regni di Luo Guanzhong, Pang De insegnò accuratamente alla moglie ad occuparsi nel migliore dei modi di Pang Hui prima di partire per la battaglia di Fancheng. Predisse anche che Pang Hui l'avrebbe vendicato.